# Dovoljenje za promet z zdravilom
Dovoljenje za promet z zdravilom je dokument, ki ga mora pri Javni agenciji za zdravila in medicinske pripomočke pridobiti vsako zdravilo, ki ga želi nekdo umestiti na slovenski trg. Izjeme so:
- zdravila v kliničnem preskušanju, za raziskave in razvoj;
- zdravila, ki jih je bolnik prejemal v tujini in se v Sloveniji izvaja nadaljnje zdravljenje;
- izdelki, ki so namenjeni nadaljnji predelavi (niso končna zdravila);
- zdravila, ki imajo dovoljenje za promet z vzporedno uvoženim zdravilom.

Vlogo za pridobitev dovoljenja lahko vloži proizvajalec zdravila ali pravna ali fizična oseba, ki ima s proizvajalcem sklenjeno pogodbo in izpolnjuje zahteve, kot je na primer vzpostavljen sistem farmakovigilance.  

### Dokumentacija
Vloga za pridobitev dovoljenja mora vsebovati ustrezno dokumentacijo, sestavljeno iz petih delov (modulov):

1. splošni del (podatki o proizvajalcu, mestu izdelave, predlagatelju ...),

2. del s povzetkom o kakovosti ter pregledi in povzetki neklinične in klinične dokumentacije,

3. farmacevtsko-kemični in biološki del (podatki o sestavi zdravila, načinu izdelave, kontroli kakovosti ...), 

4. neklinični farmakološko-toksikološki del (farmakokinetični, farmakodinamski podatki, podatki o toksičnosti zdravila ...),  

5. klinični del (podatki o kliničnem preskušanju ...).

## Vir
- Zakon o zdravilih in medicinskih pripomočkih Arhivirano 2008-11-01 na Wayback Machine.
- Pravilnik o dovoljenju za promet z zdravilom za uporabo v humani medicini (Uradni list RS, št. 57/14, 41/17 in 44/19).